# Excavata
Ce taxon est aujourd'hui obsolète. Dénomination actuelle : Discoba, Metamonada, Malawimonadida.
Infra-règne
Embranchements de rang inférieur
- Loukozoa
- Metamonada
- Percolozoa

Position phylogénétique
- Eukaryota
  - Unikonta
    - Amoebozoa
    - Opisthokonta
      - Holomycota
        - Nucleariida
        - Fungi

      - Holozoa
        - Mesomycetozoa
        - Filozoa
          - Filasterea
          - Choanobionta
            - Choanomonada
            - Metazoa

  - Bikonta
    - Apusozoa
    - Excavata
      - Metamonada
      - Euglenozoa
      - Percolozoa

    - Plantae
    - Chromalveolata s.l.
      - Hacrobia
        - Cryptophyta
        - Haptophyta

      - Harosa
        - Stramenopiles
        - Alveolata
          - Ciliophora
          - Dinoflagellata
          - Apicomplexa

        - Rhizaria
          - Cercozoa
          - Retaria

Les Excavata (Excavés, ce qui signifie creusés) ou Excavobionta sont un infra-règne d'eucaryotes unicellulaires hétérotrophes et généralement flagellés. Le type ancestral se caractérise par la présence d'une zone creusée, le cytostome, permettant l'ingestion de fines particules alimentaires. De nombreux excavates sont anaérobies ou microaérophile et contiennent des organites particuliers et spécialisés : les mitosomes et les hydrogénosomes, ex. : Diplomonade
De nombreux Excavobiontes sont des parasites de l'homme ou d'autres animaux. ex. : Trypanosomes, Giardia
Certains possèdent des plastes (endosymbionte secondaire) et sont photosynthétiques : Euglénoides
Les excavés étaient inclus autrefois dans le règne aujourd'hui obsolète des Protista. 
Ils sont classifiés selon leurs structures flagellaires et  ils sont considérés comme la lignèe la plus basale des flagellés.
Les excavés du sous-règne des Discoba (Jakobea, Tsukubea, Euglenozoa et Percolozoa) semblent être des eucaryotes de type basal, tandis que les Neolouka (genre Malawimonas) et les Metamonada semblent maintenant être des clades frères des Podiata. 
Les Discoba pourraient être hautement paraphylétiques.
Les Euglenobionta et les Metamonada forment deux groupes monophylétiques.
En 2015, Romain Derelle et al. écrivaient sur deux grands groupes d'eucaryotes : les Opimoda et les Diphoda. Le premier groupe contient les Amorphea, CRuMs et Ancyromonadida, le deuxième les Diaphoretickes et les Discoba.

## Classification
En 2003 Alastair Simpson écrivait « Pour l'instant, il n'existe pas de système de taxonomie phylogénétique de haut niveau pour décrire les relations fortement étayées entre les « excavata » ». La classification ci-dessous, étant sujette à modification, n'est dont donnée qu'à titre indicatif :
- Sous-règne 1

Embranchement des Neolouka
Classe des Malawimonadidea (genre Malawimonas)
Embranchement des Metamonada
Super-classe des Anaeromonada (en) ou Preaxostyla (en)
Super-classe des Trichozoa (en)
Classe des Fornicata (en)
Classe des Parabasalia
Classe des Malawimonas
Classe des Preaxostyla (en)
Classe des Jakobida
Classe des Heterolobosea
- Sous-règne des Discoba

Embranchement des Jakobea (proches des Tsukubea)
Super-embranchement des Discicristata
Embranchement des Euglenozoa ou Euglenobionta
Embranchement des Percolozoa